# Генрих VII Гогенштауфен
Генрих (VII) Гогенштауфен (нем. Heinrich VII von Hohenstaufen; 1211 — 12 февраля 1242, Мартирано, Калабрия, Италия (?)) — старший сын императора Фридриха II, номинально король Сицилийского королевства в 1212—1217 годах, король Германии в 1220—1235 годах, герцог Швабии в 1217—1235 годах. По обвинению в измене отцу императору был лишён короны, арестован и умер в заключении. При перечислении германских королей обычно упоминается под порядковым номером VII в скобках, так как фактически был только соправителем и наместником отца.

## Детство и восхождение на германский престол
Генрих был единственным сыном Фридриха II (в этом момент обладавшего только наследственным Сицилийским королевством) и его первой жены Констанции Арагонской. В 1212 году Фридрих II с согласия своего сюзерена папы Иннокентия III вступил в борьбу с императором Оттоном IV Вельфом. Поскольку папа желал предотвратить возможность объединения имперской и сицилийской корон, Фридрих II был вынужден отказаться от Сицилии в пользу малолетнего сына Генриха. В феврале 1212 года Генрих был провозглашён королём Сицилии, его мать Констанция Арагонская стала регентшей королевства, а Фридрих II отправился в Германию.
После победы над своим противниками в Германии, коронации германской короной в Ахене и низложения Оттона IV на Четвёртом Латеранском соборе Фридрих II счёл себя достаточно сильным, чтобы нарушить условие о раздельном управлении империей и Сицилией. В 1217 году малолетний Генрих был привезён по приказу отца в Германию, а Фридрих II, не отказываясь от Германии и желая императорской коронации, вновь стал именоваться королём Сицилии. В Германии Генрих получил титулы герцога Швабии и ректора Бургундии.
20—26 апреля 1220 года Фридрих II собрал съезд имперского дворянства и духовенства во Франкфурте-на-Майне. Приняв ранее обет крестоносца, Фридрих II потребовал о собравшихся обеспечить преемственность власти на случай его смерти на Востоке и избрать Генриха королём Германии. Фридриху II удалось добиться избрания Генриха (23 апреля 1220 года) только благодаря значительным уступкам имперскому духовенству (Соглашение с князьями церкви). Папа Гонорий III отказался признать избрание Генриха на германский престол. Первый серьёзный конфликт между Фридрихом II и папством был разрешён в ноябре 1220 года: папа короновал Фридриха II в качестве императора, признал Генриха королём Германии, а взамен Генрих был окончательно лишён наследственных прав на Сицилийское королевство.

## Начало царствования в Германии (1222—1232)

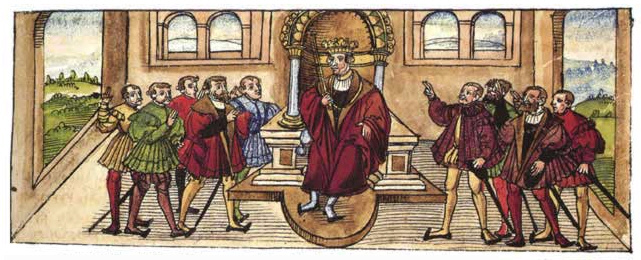
Генрих (VII) Гогенштауфен в Вюрцбурге (1234).

После франкфуртского съезда Фридрих II уехал в Рим, а затем в Сицилийское королевство, оставив Генриха в Германии. Регентом в годы малолетства Генриха был назначен архиепископ кёльнский Энгельберт I, короновавший Генриха в Ахене 8 мая 1222 года. Правление Энгельберта было ознаменовано непрерывными смутами. После смерти Энгельберта (1225) фактическую власть в стране взял в руки могущественный Людвиг I, герцог Баварии. Оба правителя не занимались воспитанием молодого короля. В результате Генрих вырос порочным и распущенным, большую часть времени он проводил в обществе собутыльников, любовниц, охотников и миннезингеров, не занимаясь государственными делами.
Показательна история женитьбы Генриха. Первоначально Генрих был помолвлен с Агнессой Чешской, но Энгельберт воспротивился предполагаемому браку, желая женить короля на дочери английского короля Джона. В результате по настоянию отца Генрих женился 29 ноября 1225 года на Маргарите, дочери австрийского герцога Леопольда VI, которая была старше своего мужа на 7 лет. Вступив брак против своей воли, Генрих открыто пренебрегал женой, а после смерти тестя, так и не выплатившего условленного приданого, стал добиваться развода.
В 1228 году Генрих взял власть в свои руки, порвав с Людвигом Баварским, заподозренным в заговоре с папой против императора. В своей борьбе против враждебно настроенной знати Генрих опирался на растущие германские города, что вызвало недовольство Фридриха II, столкнувшегося в Италии с сопротивлением городов Ломбардии.
Под двойным давлением отца и знати Генрих был вынужден издать в Вормсе 1 мая 1231 году Statutum in favorem principum. Этот документ, наряду с изданной ранее Confoederatio cum principibus ecclesiasticis, фактически поставил точку на централизованной власти в Германии. В соответствии с этими актами духовным и светским князьям было позволено чеканить монету, вводить таможенные пошлины на границах своих владений, укреплять свои замки. Имперское рыцарство, бывшее до этого опорой императора, было подчинено власти и суду князей. Были значительно ущемлены вольности городов: они лишались права принимать к себе и предоставлять права подданным князей, полномочия городских судов ограничивались городскими стенами, ранее полученные городами от князей лены возвращались прежним владельцам. Хотя участие Генриха в составлении этих двух актов, являвшихся основополагающими конституционными актами империи вплоть до 1806 года, было минимальным, эти акты были приняты именно в его правление.
После принятия этих актов Генрих остался фактически безоружным в назревающем конфликте со своим отцом.

## Конфликт с императором и низложение (1232—1235)
Попытки Генриха проводить собственную политику без согласования с отцом — императором вызвали недовольство последнего. Окружение Генриха, состоявшее из противников императора, подогревало сына против отца. Жалобы князей Фридриху II против благоволившего городам Генриха усиливали подозрительность императора.
В 1232 году Генрих встретился с отцом в Чивидале и подтвердил свою лояльность. Фридрих II утвердил Statutum in favorem principum, изданный сыном. Генрих вернулся в Германию раздражённым против отца и стал готовиться к разрыву с императором. В 1232 году Генрих возобновил союз с французским королём, в 1233—1234 годах разбил непокорного Отто II, сына Людвига Баварского и выступил против инквизитора Конрада Марбургского, чем оскорбил папу Григория IX.
Фридрих II, готовившийся к войне против ломбардских городов и нуждавшийся в поддержке папы, резко отреагировал на самоуправство сына. 5 июля 1234 года Фридрих II подверг Генриха имперской опале. В ответ в декабре 1234 года Генрих заключил союз с ломбардскими городами: последние признавали Генриха своим королём и обещали помочь в войне против императора, а Генрих подтверждал их независимость. Вслед за этим Генрих созвал своих сторонников в Боппард и объявил об отложении от императора. Но Генриха открыто поддержали только два духовных князя — епископы Вормса и Вюрцбурга, причём сам город Вормс остался верен императору. Покинутый сторонниками Генрих сдался отцу в Бад-Вимпфене 2 июля 1235 года. 4 июля 1235 года на съезде в Вормсе Фридрих II лишил Генриха германской короны.

## Заключение и смерть
После низложения Генрих содержался под арестом в нескольких замках Апулии. Считается, что 12 февраля 1242 года во время переезда из Никастро в Мартирано Генрих умер вследствие неудачного падения с лошади. Дата и подлинная причина смерти Генриха вызывают дискуссии (согласно другим хроникам, Генрих умер только в 1248 году). Генрих был похоронен с королевскими почестями в соборе Козенцы.

## Брак и дети
29 ноября 1225 года Генрих женился на Маргарите фон Бабенберг (1204/1205 — 29 октября 1266/2 октября 1267), дочери Леопольда VI Австрийского. Из двух сыновей, родившихся в этом браке (Фридрих (ум. 1251/1252) и Генрих (род. 1234)) пережил отца только старший, Фридрих, по завещанию Фридриха II получивший титулы герцога Австрии и маркиза Штирии, но умерший бездетным, так и не получив предназначенных ему владений.